# Aeroporto Internacional de Orlando

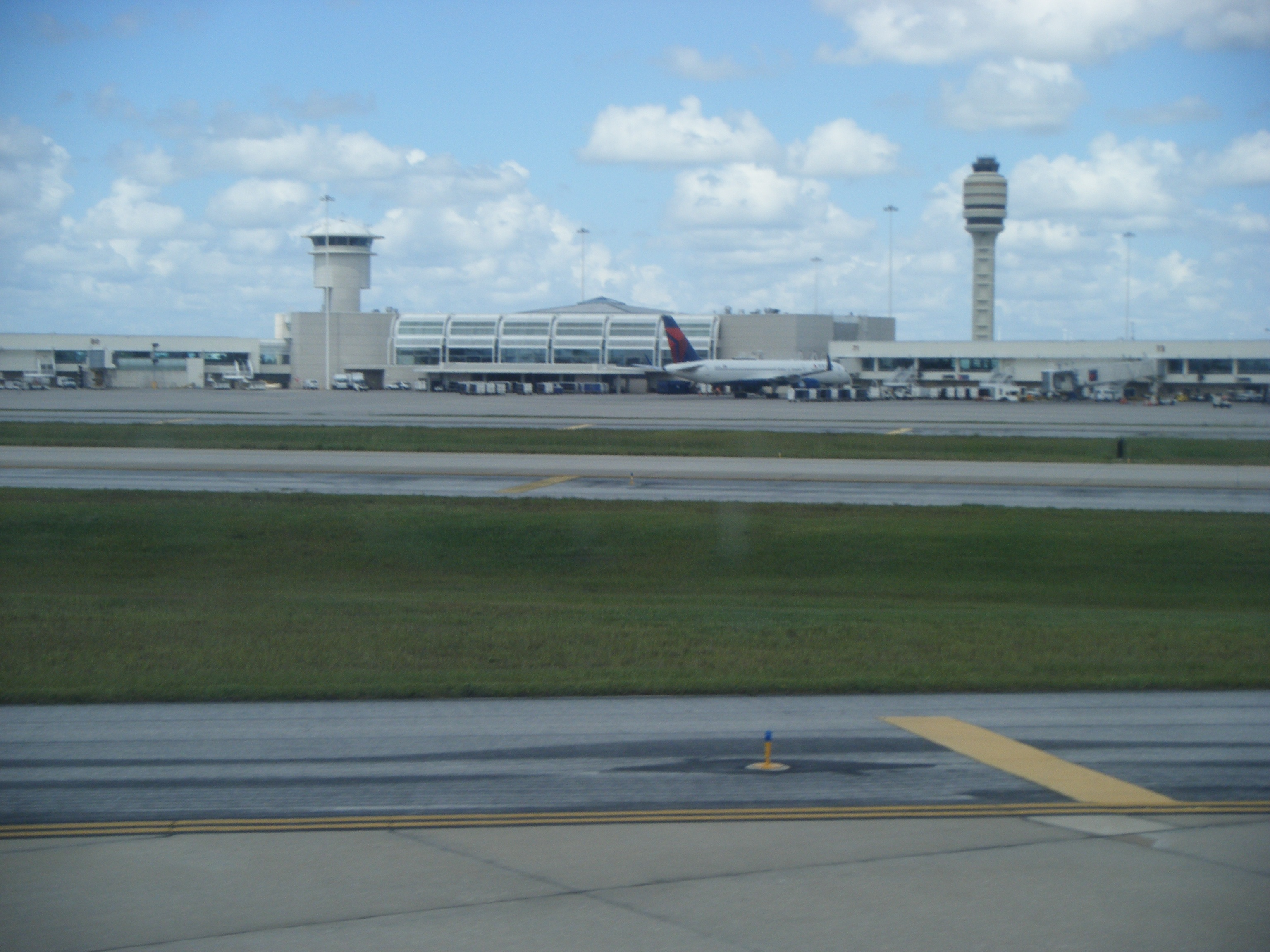
O terminal do Aeroporto Internacional de Orlando na Flórida, visto de um avião chegando

O Aeroporto Internacional de Orlando (em inglês:  Orlando International Airport) é um aeroporto localizado na cidade de Orlando, Flórida. É o aeroporto mais movimentado da Flórida (pelo número de passageiros) devido principalmente à popularidade turística da cidade e também pelo enorme aumento da população residencial e comercial. Serve de base para as companhias AirTran Airways e Delta Air Lines. Em 2005 foi visitado por 34 milhões de passageiros fazendo assim o 12º aeroporto mais movimentado nos Estados Unidos e o 21º mais movimentado no mundo.